# USS Thresher (SSN-593)
Lo USS Thresher (SSN-593) fu un sottomarino nucleare statunitense entrato in servizio nel 1961 con l'US Navy. Unità capoclasse della classe omonima, affondò il 10 aprile 1963 a circa 200 miglia (350 Km) dalle coste del New England, mentre si trovava impegnato in una serie di collaudi di immersione profonda, determinando la morte dei suoi 129 uomini di equipaggio, compresi 17 tecnici civili. Dopo la perdita dell'unità la classe di sottomarini venne ribattezzata Permit, in onore della seconda unità, USS Permit (SSN-594). Il relitto del sottomarino è stato fotografato in più riprese tra il 1963 e il 1964 dal batiscafo Trieste a una profondità di 2570 metri e appare spezzato in due tronconi, con la parte prodiera intatta (in una fotografia diffusa si riconosce le "vela", ossia la torretta) e la parte poppiera disintegrata completamente. I rottami coprono una superficie di fondale oceanico di circa 134 000 m². Il punto ove giace il relitto è ubicato a 220 miglia a sud di Capo Cod

## Sequenza del disastro del 10 aprile 1963

Sequenza accelerata degli eventi durante il disastro

La commissione d'inchiesta della marina americana avanzò una serie di ipotesi sulle cause della sciagura, senza giungere a nessuna conclusione certa. In tempi più recenti, ispezioni subacquee più accurate inducono a ritenere che il sottomarino andò perso a causa dell'esplosione accidentale di uno dei suoi siluri.
In seguito, il dottor Robert Ballard, lo stesso che più tardi ritrovò il Titanic, incaricato dalla Marina Militare di esplorare lo scafo, dichiarò che durante la fase di immersione profonda una tubatura si era rotta e aveva allagato la sala macchine; lo spegnimento automatico del reattore nucleare fece rimanere il sottomarino senza energia elettrica. Impossibilitato a riemergere, il sottomarino era in seguito affondato sotto il limite di rottura ed era imploso per l’eccessiva pressione a cui fu sottoposto lo scafo.